# Ioan Genț
Ioan Genț a fost un deputat în Marea Adunare Națională de la Alba Iulia, organismul legislativ reprezentativ al „tuturor românilor din Transilvania, Banat și Țara Ungurească”, cel care a adoptat hotărârea privind Unirea Transilvaniei cu România, la 1 decembrie 1918..

## Activitatea politică
Ioan Genț a fost delegat al Protopopiatului Greco-Catolic din Oradea în Adunarea Națională din 1 decembrie 1918. Studiile le-a finalizat la Teologia din Budapesta. A fost preot greco-catolic în Oradea și activist al Astrei..